# Bulla (amuleto)

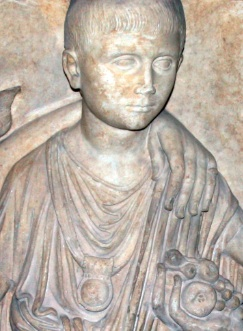
Dettaglio da un bassorilievo che mostra un ragazzo Romano che indossa una bulla

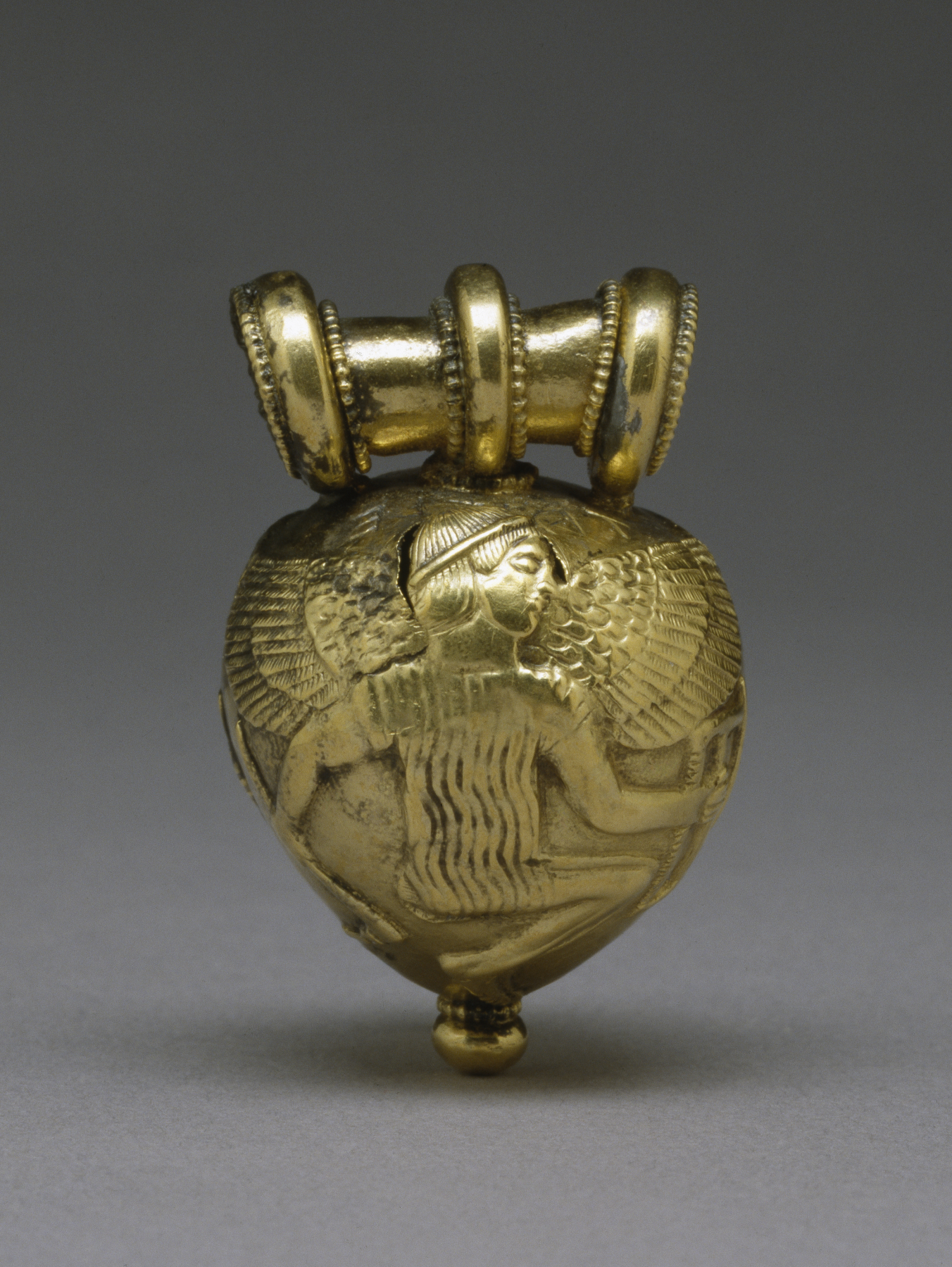
Bulla etrusca raffigurante Icaro

Nella Roma antica, la bulla era un amuleto che veniva fatto indossare dalla famiglia ad ogni figlio maschio, trascorsi nove giorni dalla nascita.
Il significato, le origini e l'uso di questo oggetto per certi versi enigmatico sono tuttora per gli studiosi motivo di ricerca e di discussione.
La bulla veniva indossata per tutta la fase dell'adolescenza, portato al collo come un medaglione. A seconda dello stato sociale e della ricchezza della famiglia che la commissionava, veniva realizzata con materiali diversi; in rare occasioni tutta d'oro, nel caso di un bimbo appartenente ad una famiglia dell'alta aristocrazia romana, più comunemente in piombo rivestito di una lamina d'oro. La bulla veniva anche realizzata per le classi meno abbienti in materiali più poveri, come in tessuto o in cuoio.
Il suo scopo principale era proteggere il bimbo da forze e spiriti maligni. La bulla si presenta come un marsupio rotondo contenente amuleti protettivi (usualmente simboli fallici), attraverso il quale veniva fatta passare nella parte alta una catenina per poterla indossare al collo come un medaglione.
Alle bambine veniva fatto indossare un altro tipo di amuleto, la lunula; questa veniva portata fino all'età del matrimonio, quando veniva tolta insieme agli altri oggetti tipici dell'infanzia. Da quel momento la ragazza dismetteva gli abiti infantili ed iniziava ad indossare il vestiario adatto ad una donna romana.
Un ragazzo usava indossare la bulla fino a quando non fosse diventato, all'età di 16 anni, un cittadino romano. La sua bulla veniva poi gelosamente conservata, e in certe particolari occasioni nuovamente sfoggiata, come nel caso di una sua elezione a generale dell'esercito o per il comando di una parata militare. Egli l'avrebbe indossata durante la cerimonia per proteggersi da forze malefiche, come ad esempio la gelosia da parte di altri uomini.

## L'Età del bronzo in Irlanda
Oggetti simili alla bulla romana sono stati rinvenuti dagli archeologi in una serie di campagne di scavo eseguite in Irlanda.
Datate alla tarda Età del bronzo (che per l'Irlanda data all'incirca tra il XII secolo a.C. e l'VIII secolo a.C.), le bullae in questione erano realizzate con metalli non pregiati, usualmente piombo, stagno e raramente argilla, cui veniva sovrapposta una sottile lamina d'oro lavorata a motivi geometrici; anche se il quantitativo d'oro della finitura è minimo, questi oggetti erano probabilmente destinati solo a bambini di famiglie aristocratiche o quantomeno benestanti.
Per la loro fattura si presume che fossero indossate portandole al collo con un cordino che passava attraverso un foro ricavato in cima all'oggetto, e lasciate sospese sul petto. La forma della bulla era approssimativamente diritta ai lati, per poi chiudersi in basso con una forma semi-circolare o ad arco invertito. A questi oggetti è stato dato il nome di bulla per la forte somiglianza con l'amuleto indossato nell'antica Roma. Le bullae irlandesi vengono datate dagli studiosi tra il 1150 a.C. ed il 750 a.C. e non è ancora chiaro se esse venissero indossate come ornamento oppure se avessero anche una funzione apotropaica, cioè di protezione dalle forze malefiche.